# Aéroport I
Aéroport I (auch: Aviation I, Saga Aviation) ist ein Stadtviertel (französisch: quartier) im Arrondissement Niamey IV der Stadt Niamey in Niger.

## Geographie
Aéroport I liegt am östlichen Rand des urbanen Gemeindegebiets von Niamey. Nördlich des Stadtviertels, jenseits der Nationalstraße 1, befindet sich der Flughafen Niamey. Südlich schließt das Stadtviertel Aéroport II an. Die Böden in Aéroport I sind überwiegend stark eisenhaltig, wodurch keine Einsickerung möglich ist. Im traditionellen Herrschaftssystem (chefferie traditionnelle) untersteht das Stadtviertel dem Kantonschef von Saga.

## Geschichte
Das Stadtviertel wurde in den 1950er Jahren gegründet, um Wohnungen für Flughafenangestellte und Militärangehörige zu schaffen. Die Wohnungen waren teils in Privatbesitz und teils als Mietwohnungen in Staatsbesitz. In den 1960er Jahren wuchs das Viertel durch Zuwanderung aus dem Landesinneren. Ende der 1960er Jahre wurde Aéroport II als Erweiterung gegründet. Mit der Einteilung von Niamey in fünf Distrikte im Jahr 1979 wurde Aviation Teil des 3. Distrikts, der 1989 mit dem 4. Distrikt in der Teilgemeinde Niamey II aufging, die wiederum 1996 in der bisherigen Form aufgelöst wurde.

## Bevölkerung
Bei der Volkszählung 2012 hatte Aéroport I 46.177 Einwohner, die in 6914 Haushalten lebten. Bei der Volkszählung 2001 betrug die Einwohnerzahl 31.917 in 4933 Haushalten und bei der Volkszählung 1988 belief sich die Einwohnerzahl auf 7471 in 1049 Haushalten.

## Infrastruktur

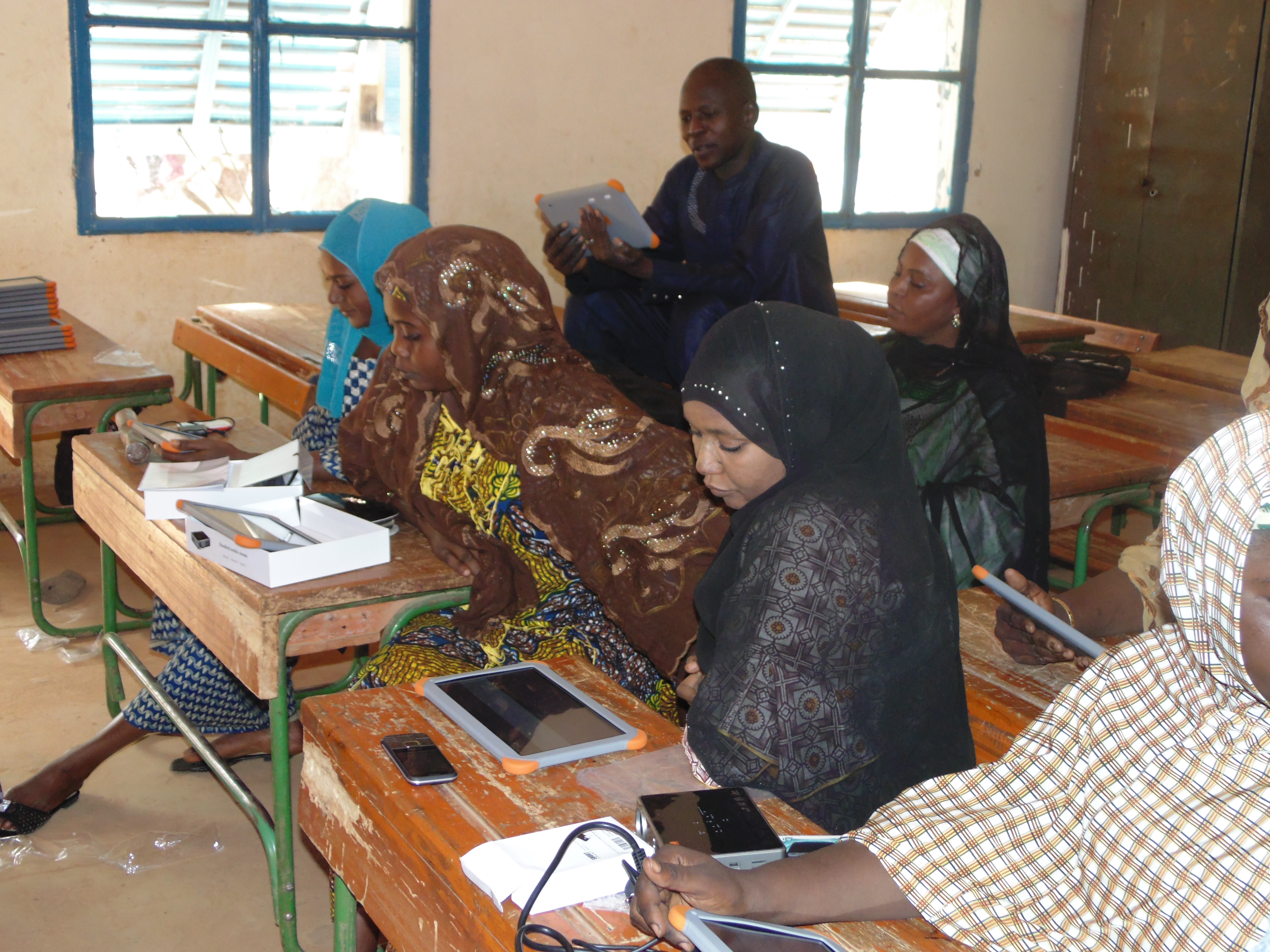
Eine Schule in Aéroport I (2016)

Das sich im Stadtviertel befindliche Marktgelände des Marché de l’Aéroport geht auf das Jahr 1960 zurück. Der Markt erstreckt sich über eine Fläche von 0,27 Hektar und hat keine über die Grenzen des Stadtviertels hinausgehende Bedeutung. Die öffentliche Grundschule Ecole primaire d’Aéroport I wurde 1956 gegründet. Im Stadtviertel ist mit einem Centre de Santé Intégré (CSI) ein Gesundheitszentrum vorhanden.